# Bruno Rodriguez
Bruno Rodriguez (Bastia, 25 november 1972) is een voormalig voetballer uit Frankrijk, die bijna zijn gehele carrière in Frankrijk speelde. Hij speelde onder andere voor SC Bastia, FC Metz, PSG, RC Lens en AC Ajaccio.